# Гнізенський заказник
Гні́зенський заказник — гідрологічний заказник місцевого значення в Україні, об'єкт природно-заповідного фонду. Розташований у межах Тернопільського району Тернопільської області, біля села Базаринці, за межами населених пунктів, у заплаві річки Гнізна. 
Площа — 44,7 га. Статус отриманий відповідно до рішення Тернопільської обласної ради № 838 від 8.12.2017 року «Про оголошення територій та об'єктів природно-заповідного фонду Тернопільської області». Перебуває у користуванні Базаринської сільської ради. 
Створений з метою охорони, збереження у природному стані та раціонального використання типових водно-болотних комплексів, місць зростання рідкісних видів рослин.